# Joseph Barbera
Joseph Roland "Joe" Barbera, född 24 mars 1911 i New York i New York, död 18 december 2006 i Los Angeles i Kalifornien, var en amerikansk animatör, regissör och filmproducent som 1957 grundade Hanna-Barbera Productions tillsammans med William Hanna.
Barbera var bland annat med om att skapa de tecknade TV-serierna Tom och Jerry, Familjen Flinta, Yogi Björn och Scooby-Doo.